# Aeroportul Easton
Aeroportul Easton (IATA: ESN, ICAO: KESN, FAA LID: ESN) este un aeroport din Maryland, Statele Unite ale Americii ce deservește zona Easton⁠(d). Aeroportul a fost tranzitat în 2019 de 190 de pasageri. A fost numit după zona deservită.
Situat la o altitudine de 22 m, aeroportul dispune de 2 piste.

## Infrastructură

### Piste
Aeroportul dispune de 2 piste. Pista 04/22 are suprafața de asfalt și dimensiunile 5.500 picioare × 100 picioare. Pista 15/33 are suprafața de asfalt și dimensiunile 4.003 picioare × 100 picioare. 